# Vale do Reno

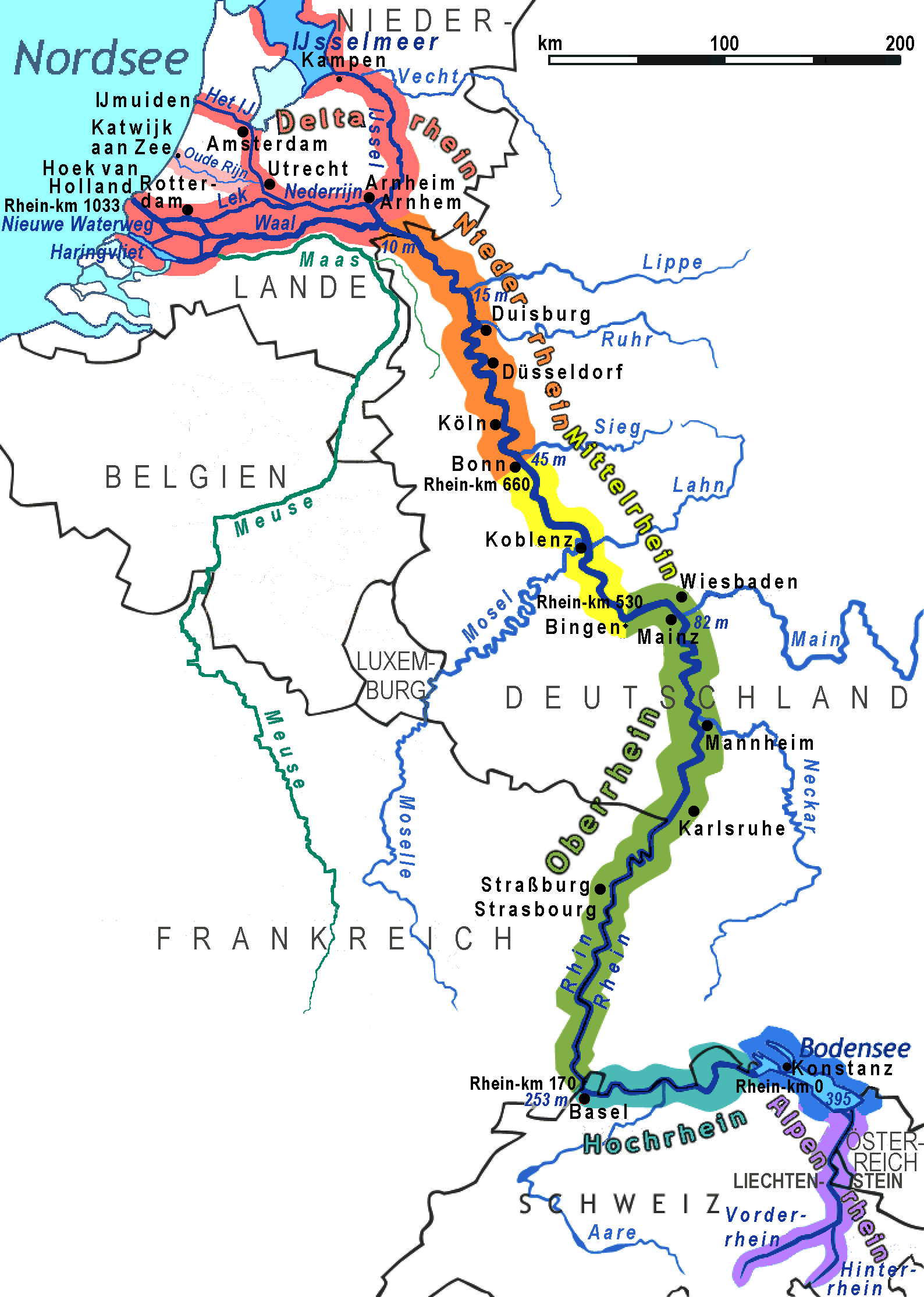
Região do Vale do Reno.

O Vale do Reno é uma região toda irrigada pelo rio Reno, localizada na Europa Central, que se estende desde a cordilheira alpina até aos Países Baixos. O vale inicia-se nos Alpes, no leste da Suíça, e atravessa a Suíça, o Liechtenstein, a Áustria, a Alemanha, a França, até à foz do Reno na costa dos Países Baixos, onde este forma um extenso delta.

## História
O vale do Reno acompanhou toda a história dos rios que o trespassam, todos afluentes do rio que o nome lhe dá, o rio Reno.
O Reno, desde a colonização dos países por que passa, constituiu uma fronteira. No tempo dos romanos, o rio era a fronteira que os dividia, a norte, dos bárbaros e lhe dificultava a conquista. Os seus limites, as terras marginais e o vale que formara o rio, recheavam-se de fortificações, como Colónia e Estrasburgo, de pequenos burgos que se tornariam grandes metrópoles.
Entre a queda do Império Romano e a conquista da Alsácia por Luís XIV, o Reno constituía uma parte valorosa do mundo germânico, que o denominava «Vater Rhein», o «Pai Reno».
Numerosos castelos e fortificações, sitos sobre as escarpas, a maioria construídos entre a Idade Média e o barroco, demarcam as possessões de senhores e nobres sobre o vale.
O turismo no local, hoje devida e intensamente explorado, iniciou-se no século XVII, após as primeiras descrições literárias do local, que deram origem ao famoso Romantismo renano. Qualquer nobre de cultura que a Itália visitasse, passaria e instalar-se-ia por ali. Palco de grandes bosques e florestas, o vale do Reno forneceu madeira para a construção de navios, de cidades, e gerou a riqueza da região.
O vale do Reno também foi o berço de uma das principais regiões da Revolução Industrial, a região do Ruhr, que beneficia de uma importante reserva de recursos minerais de fácil acesso e favoráveis ao desenvolvimento da industrialização.
A forte industrialização, levada a cabo de maneira descontrolada, e as diversas guerras, incluindo a Segunda Guerra Mundial, que devastou quase todo o vale, fizeram com que o rio ficasse poluído. Como tal as terras marginais e o vale também sofreram as consequências da industrialização abrupta, levada a cabo pelos locais, e que empobrecem a fauna e a flora.
Com o seu potencial agrícola, pastoril, piscatório, eólico e hidroelétrico, o vale do Reno tornou-se numa das mais importantes regiões comerciais da Europa, desde a Idade Média até aos dias de hoje.
No Liechtenstein, por exemplo, cujo território oeste pertence ao vale do Reno, todo o terreno pertencente ao vale é intensamente explorado pela agricultura e pecuária, algo que também acontece na Alemanha, que para além desta exploração, tem algumas das suas mais importantes e maiores fábricas nas margens do rio ou na região do vale.
Em 2000, a Organização das Nações Unidas para a Educação, Ciência e Cultura (UNESCO) inscreveu os 65 km do vale médio do Reno na lista do Património Mundial, juntamente com o rochedo da Lorelei, perto da cidade de Sankt Goar, na Alemanha.